# Ameddig a szem ellát
Ameddig a szem ellát (eredeti angol címe: Far as human eye could see) Isaac Asimov 19 tudományos esszéjét tartalmazó gyűjtemény, amelyek eredetileg a The Magazine of Fantasy and Science-Fiction (F&SF) folyóiratban jelentek meg 1984. november és 1986. március között.

## Tartalom
I. rész – Fizikai kémia
1. Csinált, nem talált
2. Só és (villamos) elem / A só és a telep
3. Áram ügyek
4. Vonalak ereje
5. Süss fel, fényes nap!

II. rész – Biokémia
6. Negatív mérgek
7. Nyomozzuk ki a nyomanyagokat
8. A lidérces anyag
9. Egy csipet élesztő
10. A biokémia késpengéje
III. rész – Geokémia
11. Messze, lenn a mélyben
IV. rész – Csillagászat
12. A kizökkent idő
13. Az űr felfedezése
14. Űrvegyészet
15. A nagyszámú parány törvénye
16. Szupercsillag
17. Ameddig a szem ellát

## Magyarul
- Ameddig a szem ellát; ford. Füssi-Nagy Géza; Szukits, Szeged, 1997